# Curt Herzstark

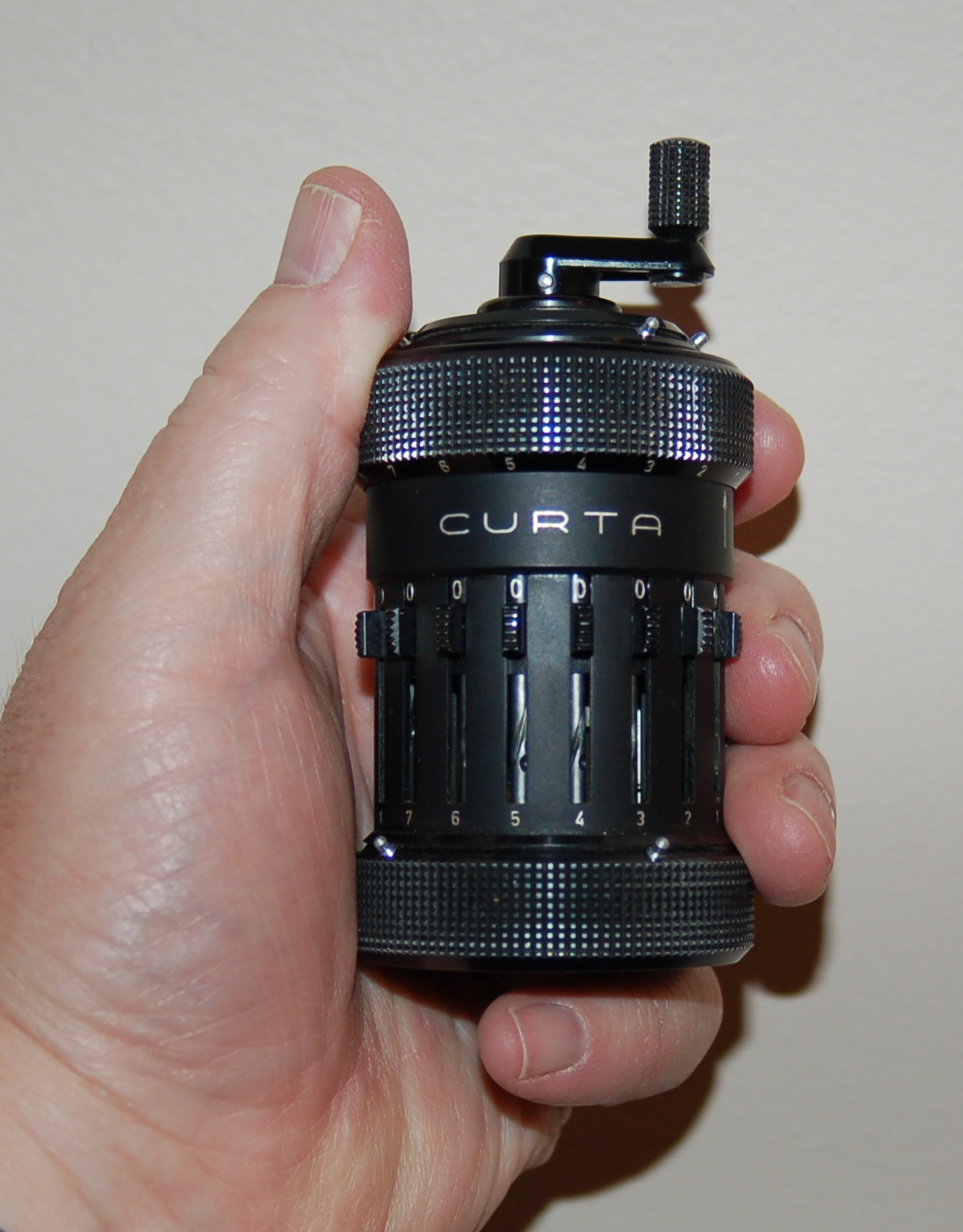
Curta (Type I) calculateur mécanique représenté dans la position opérationnelle (main gauche). La manivelle est tournée avec la main droite.

Curt Herzstark, né le 26 juillet 1902, et mort le 27 octobre 1988, est un ingénieur autrichien. Pendant la Seconde Guerre mondiale, il a conçu les plans d'une calculatrice mécanique, la Curta.

## Biographie et carrière
Curt Herzstark né à Vienne en Autriche, est le fils de Marie et de Samuel Jakob Herzstark. Son père était juif et sa mère, née catholique, s'est convertie au luthéranisme,. En 1938, alors qu'il était directeur technique de l'entreprise de son père Rechenmaschinenwerk AUSTRIA Herzstark & Co., Herzstark avait déjà terminé la conception de la Curta, mais ne voulait pas la fabriquer en raison de l'annexion de l'Autriche par le Troisième Reich. Au lieu de cela, la société a été contrainte de fabriquer des appareils de mesure pour l'armée allemande. En 1943, peut-être influencé par le fait que son père était un libéral Juif, les nazis l'ont arrêté pour « aide aux Juifs et aux éléments subversifs » et « indécents contacts avec des femmes aryennes » et l'ont envoyé au camp de concentration de Buchenwald. Cependant, les rapports de l'armée avec la firme AUSTRIA et la réputation de l'expertise technique de Herzstark ont conduit les nazis à le traiter comme un «esclave-intelligence» .
Son emprisonnement à Buchenwald a sérieusement menacé sa santé, mais son état s'est amélioré lorsqu'il a été appelé à travailler dans l'usine liée au camp, qui porte le nom de Wilhelm Gustloff. Il lui a été ordonné de faire les plans de fabrication de sa calculatrice, en vue d'offrir la machine au Führer une fois la guerre terminée et la victoire obtenue. Le traitement préférentiel qu'on lui a accordé, lui a permis de survivre à Buchenwald jusqu'à la libération du camp en 1945, époque à laquelle il avait redessiné la construction complète de mémoire.
Curt Herzstark est mort à Nendeln au Liechtenstein.
La Curta est référencée dans le chapitre quatre de William Gibson Pattern Recognition. Le chapitre est intitulé « Math Grenades » , se référant au protagoniste Cayce Pollard la prenant par erreur pour une grenade à main à première vue.